# Kolonne Henneicke
Die Kolonne Henneicke war eine aus 54 Mitarbeitern der „Hausraterfassungsstelle“ bestehende Gruppe von niederländischen Kopfgeldjägern unter der Aufsicht der Zentralstelle für jüdische Auswanderung in Amsterdam. Sie wurde von Willem Briedé und Wim Henneicke angeführt und meldete untergetauchte Juden und deren Besitztümer der deutschen Besatzungsmacht im Zweiten Weltkrieg.
Die Gruppe bestand vorwiegend aus Mitgliedern der Nationalsozialistischen Bewegung der Niederlande (NSB). Von März bis September 1943 haben die Mitglieder Amsterdam und Umgebung nach untergetauchten Juden abgesucht. Für jeden Juden, den sie auslieferten, erhielten sie zusätzlich zu ihren regulären Einkünften jeweils 7,50 Gulden. Sie spürten mehr als 8.000 Juden auf, darunter Kinder, die zunächst ins Durchgangslager Westerbork kamen und fast alle in den Vernichtungslagern ermordet wurden.